# دونگهویشه
دونگهویشه (به لاتین: Donghuishe) یک شهرک در جمهوری خلق چین است که در شهرستان پینگشان واقع شده‌است. دونگهویشه ۱۷۳ متر بالاتر از سطح دریا واقع شده‌است.